# Luci Opimi (militar)
Luci Opimi (en llatí Lucius Opimius) va ser un militar romà del segle ii aC. Formava part de la gens Opímia, una gens romana d'origen plebeu.
Va servir a l'exèrcit de Quint Lutaci Catul, cònsol l'any 102 aC, i va obtenir una gran fama quan va acceptar el desafiament d'un rei o cap dels cimbres que l'havia desafiat, al que va matar en un combat singular.